# Лірім Чамілі
Лірім Чамілі (мак. Лирим Ќамили; нар. 4 червня 1998, Глоструп) — македонський футболіст, нападник данського клубу «Сеннер'юск» і збірної Північної Македонії.

## Клубна кар'єра
Виступав за молодіжні команди «Глоструп» і «Фрем», а 2016 року приєднався до системи клубу «Відовре». В сезоні 2017–18 виступав за другу команду в Третьому дивізіоні. 6 березня 2018 року підписав контракт з «Відовре» на 1,5 років. 5 серпня 2018 року дебютував в основному складі «Відовре» в матчі данського Першого дивізіону проти клубу «Фремад Амагер». В цій грі також відзначився своїм першим голом у професіональній кар'єрі. 22 січня 2020 року продовжив контракт з «Відовре» до кінця 2021 року.
10 вересня 2020 року став гравцем клубу Суперліги «Горсенс», уклавши чотирирічну угоду. 13 вересня дебютував за нову команду в матчі данської Суперліги проти «Раннерса», замінивши Лоуку Пріпа. 3 березня 2021 року в поєдинку Суперліги проти «Ольборга» забив свій перший гол за «Горсенс». За підсумками сезону 2021–22 став переможцем Першого дивізіону, допомігши команді підвищитись в класі.
24 грудня 2022 року повернувся в колишній клуб «Відовре». В другій половині сезону 2022–23 забив 4 голи в 13 поєдинках за «Відовре», здобувши з командою підвищення до Суперліги.
10 серпня 2024 року підписав трирічний контракт із «Сеннер'юском», що за підсумками попереднього сезону підвищився в Суперлігу. 11 серпня дебютував за «Сеннер'юск» у матчі Суперліги проти «Копенгагена», вийшовши на заміну Івану Николову. 24 серпня в поєдинку Суперліги проти «Мідтьюлланна» забив свій перший гол за «Сеннер'юск».

## Кар'єра в збірній
В жовтні 2020 року отримав виклик до збірної Албанії до 21 року.
14 березня 2024 року вперше викликаний до збірної Північної Македонії головним тренером Благоєю Мілевським для участі в товариських матчах проти збірних Молдови та Чорногорії. 22 березня того ж року в поєдинку з Молдовою дебютував за збірну Північної Македонії, замінивши Бояна Міовського.
10 жовтня 2024 року забив свій перший гол за збірну Північної Македонії в матчі Ліги націй УЄФА, відзначившись у воротах збірної Латвії.

## Особисте життя
Народився у Данії, має албанське та македонське походження.

## Статистика виступів

### Клубна статистика
Станом на 18 травня 2025
| Клуб              | Сезон             | Чемпіонат         | Чемпіонат | Чемпіонат | Кубок | Кубок | Єврокубки | Єврокубки | Всього | Всього |
| Клуб              | Сезон             | Дивізіон          | Матчі     | Голи      | Матчі | Голи  | Матчі     | Голи      | Матчі  | Голи   |
| ----------------- | ----------------- | ----------------- | --------- | --------- | ----- | ----- | --------- | --------- | ------ | ------ |
| Відовре           | 2018–19           | Перший дивізіон   | 27        | 3         | 1     | 0     | —         | —         | 28     | 3      |
| Відовре           | 2019–20           | Перший дивізіон   | 27        | 10        | 3     | 1     | —         | —         | 30     | 11     |
| Відовре           | 2020–21           | Перший дивізіон   | 0         | 0         | 1     | 1     | —         | —         | 1      | 1      |
| Відовре           | Всього            | Всього            | 54        | 13        | 5     | 2     | 0         | 0         | 59     | 15     |
| Горсенс           | 2020–21           | Суперліга         | 25        | 2         | 2     | 0     | —         | —         | 27     | 2      |
| Горсенс           | 2021–22           | Перший дивізіон   | 27        | 3         | 4     | 5     | —         | —         | 31     | 8      |
| Горсенс           | 2022–23           | Суперліга         | 7         | 0         | 3     | 1     | —         | —         | 10     | 1      |
| Горсенс           | Всього            | Всього            | 59        | 5         | 9     | 6     | 0         | 0         | 68     | 11     |
| Відовре           | 2022–23           | Перший дивізіон   | 13        | 4         | 0     | 0     | —         | —         | 13     | 4      |
| Відовре           | 2023–24           | Суперліга         | 28        | 6         | 2     | 0     | —         | —         | 30     | 6      |
| Відовре           | 2024–25           | Перший дивізіон   | 3         | 1         | 1     | 0     | —         | —         | 4      | 1      |
| Відовре           | Всього            | Всього            | 44        | 11        | 3     | 0     | 0         | 0         | 47     | 11     |
| Сеннер'юск        | 2024–25           | Суперліга         | 26        | 11        | 2     | 1     | —         | —         | 28     | 12     |
| Всього за кар'єру | Всього за кар'єру | Всього за кар'єру | 183       | 40        | 19    | 9     | 0         | 0         | 202    | 49     |

### Міжнародна статистика
Станом на 17 листопада 2024 
| Збірна             | Сезон             | Товариські | Товариські | Офіційні | Офіційні | Всього | Всього |
| Збірна             | Сезон             | Матчі      | Голи       | Матчі    | Голи     | Матчі  | Голи   |
| ------------------ | ----------------- | ---------- | ---------- | -------- | -------- | ------ | ------ |
| Північна Македонія |                   |            |            |          |          |        |        |
| 2024               | 3                 | 0          | 6          | 1        | 9        | 1      |        |
| Всього за кар'єру  | Всього за кар'єру | 3          | 0          | 6        | 1        | 9      | 1      |

### Матчі за збірну
Станом на 17 листопада 2024 
| Матчі Ліріма Кямілі за збірну Північної Македонії | Матчі Ліріма Кямілі за збірну Північної Македонії | Матчі Ліріма Кямілі за збірну Північної Македонії | Матчі Ліріма Кямілі за збірну Північної Македонії | Матчі Ліріма Кямілі за збірну Північної Македонії | Матчі Ліріма Кямілі за збірну Північної Македонії | Матчі Ліріма Кямілі за збірну Північної Македонії | Матчі Ліріма Кямілі за збірну Північної Македонії |
| №                                                 | Дата                                              | Суперник                                          | Рахунок                                           | Голи                                              | Картки                                            | Хвилини                                           | Змагання                                          |
| ------------------------------------------------- | ------------------------------------------------- | ------------------------------------------------- | ------------------------------------------------- | ------------------------------------------------- | ------------------------------------------------- | ------------------------------------------------- | ------------------------------------------------- |
| 1                                                 | 22 березня 2024                                   | Молдова                                           | 1–1                                               |                                                   |                                                   | 13'                                               | Товариський матч                                  |
| 2                                                 | 25 березня 2024                                   | Чорногорія                                        | 0–1                                               |                                                   |                                                   | 31'                                               | Товариський матч                                  |
| 3                                                 | 10 червня 2024                                    | Чехія                                             | 1–2                                               |                                                   |                                                   | 1'                                                | Товариський матч                                  |
| 4                                                 | 7 вересня 2024                                    | Фарерські острови                                 | 1–1                                               |                                                   |                                                   | 45'                                               | Ліга націй УЄФА 2024–25 (С)                       |
| 5                                                 | 10 вересня 2024                                   | Вірменія                                          | 1–0                                               |                                                   |                                                   | 55'                                               | Ліга націй УЄФА 2024–25 (С)                       |
| 6                                                 | 10 жовтня 2024                                    | Латвія                                            | 3–0                                               | 1                                                 |                                                   | 24'                                               | Ліга націй УЄФА 2024–25 (С)                       |
| 7                                                 | 13 жовтня 2024                                    | Вірменія                                          | 2–0                                               |                                                   |                                                   | 36'                                               | Ліга націй УЄФА 2024–25 (С)                       |
| 8                                                 | 14 листопада 2024                                 | Латвія                                            | 1–0                                               |                                                   |                                                   | 66'                                               | Ліга націй УЄФА 2024–25 (С)                       |
| 9                                                 | 17 листопада 2024                                 | Фарерські острови                                 | 1–0                                               |                                                   |                                                   | 36'                                               | Ліга націй УЄФА 2024–25 (С)                       |

Всього: 9 матчів / 1 гол; 5 перемог, 2 нічиї, 2 поразки.

## Досягнення
«Горсенс»
- Переможець Першого дивізіону: 2021–22[21]

Особисті досягнення
- Команда місяця данської Суперліги: жовтень 2024[22]